# Lyby socken
Lyby socken i Skåne ingick i Frosta härad. Området ingår sedan 1971 i Hörby kommun och motsvarar från 2016 Lyby distrikt.
Socknens areal är 25,87 kvadratkilometer varav 25,73 land. År 2000 fanns här 561 invånare. Kyrkbyn Lyby med Lyby säteri och sockenkyrkan Lyby kyrka ligger i socknen.

## Administrativ historik
Socknen har medeltida ursprung. 
Vid kommunreformen 1862 övergick socknens ansvar för de kyrkliga frågorna till Lyby församling och för de borgerliga frågorna bildades Lyby landskommun. Landskommunen uppgick 1952 i Östra Frosta landskommun som uppgick 1969 i Hörby köping som ombildades 1971 till Hörby kommun. Församlingen uppgick 2002 i Hörby församling.
1 januari 2016 inrättades distriktet Lyby, med samma omfattning som församlingen hade 1999/2000.  
Socknen har tillhört län, fögderier, tingslag och domsagor enligt vad som beskrivs i artikeln Frosta härad. De indelta soldaterna tillhörde Norra skånska infanteriregementet, Frosta kompani och Skånska dragonregementet, Sallerup och Torna skvadron, Sallerups kompani.

## Geografi
Lyby socken ligger närmast sydost om Hörby söder om Ringsjön med Bråån i söder och Hörbyån i nordost. Socknen är en odlad småkuperad slättbygd med en mosse och mindre inslag av lövskog.
Samhällen som Söderto, Norrto och Fridhem ligger i Lyby socken.

## Fornlämningar
Från stenåldern är lösfynd och ett tiotal boplatser funna. En skålgropsförekomst är funnen. 

## Namnet
Namnet skrevs 1353 Lyby och kommer från kyrkbyn. Efterleden är by, 'gård; by'. Förleden är möjligen liuth, 'allmoge' då syftande på en samlingsplats, kanske tingsplats.